# Renato Sellani
Renato Sellani (Senigallia, 8 gennaio 1926 – Milano, 1º novembre 2014) è stato un pianista jazz e compositore italiano.

## Biografia
Con una formazione da autodidatta, nel 1958 arrivò per la prima volta a Milano, invitato dal suo amico Franco Cerri. All'epoca Milano era il crocevia di tutti i più importanti jazzisti americani; qui, infatti, Sellani conobbe per la prima volta la cantante Billie Holiday. In questo periodo è stato nel quintetto di Gianni Basso e Oscar Valdambrini. Il 1959 segnò l'incontro con Chet Baker, che lo scelse come pianista per l'incisione dell'album Chet Baker in Milan, al quale seguì una tournée. Scrisse inoltre moltissime musiche per il teatro, fra le quali si segnalano Aspettando Godot di Samuel Beckett per il Piccolo Teatro di Milano e Puntila e il suo servo Matti di Bertolt Brecht per lo Stabile di Torino; Tino Buazzelli lo volle per parecchi suoi spettacoli.
Sellani ha suonato con grandi musicisti e cantanti jazz di fama mondiale, come Lee Konitz, Sarah Vaughan, Jula de Palma, Enrico Rava, Dizzy Gillespie, Irio De Paula, Phil Woods, Shirley Bunnie Foy, Bill Coleman.
Grande legame professionale è stato quello con Tiziana Ghiglioni, con la quale ha inciso molti dischi, tra i quali i tributi a Mina (artista che ha accompagnato in più occasioni), Luigi Tenco, Lucio Battisti, Gino Paoli, e l'ultimo, La mia finestra Su Napoli. Negli ultimi anni si è esibito spesso con il suo trio, formato da Massimo Moriconi (per più di 15 anni) al contrabbasso e Massimo Manzi alla batteria.
Nel 2008 gli è stato assegnato l'Honorary Award (Premio alla Carriera) nell'ambito degli Italian Jazz Awards "Luca Flores".
Il 22 luglio 2014 ha ricevuto il Premio Gorni Kramer, organizzato dalla Fondazione Sanguanini in collaborazione con il Circolo del Jazz "Roberto Chiozzini" di Mantova.
È morto a Milano il 1º novembre 2014 all'età di 88 anni.

## Discografia (leader/coleader)

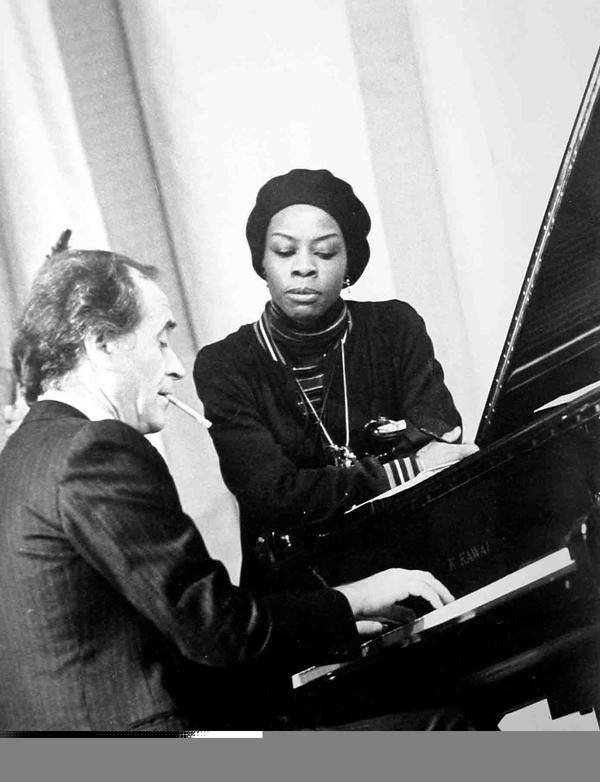
Renato Sellani con la cantante statunitense Shirley Bunnie Foy

- 1963,  Il pianoforte per due innamorati, Juke Box  (Giorgio Azzolini, Leonello Bionda)
- 1968,  Jazz Piano, Dire  (M Riccio, Ivan Vandor, GZinzi, B Perris, Carlo Loffredo, P D’Intino)
- 1974,  Jazz A Confronto n° 9, Horo Records (con Gianni Basso, Bruno Tommaso, Bruno Biriaco)
- 1974,  Piazza San'Eufemia, PDU (Dodo Goya, Tullio De Piscopo)
- 1976,  Tizia, PDU (piano solo)
- 1977   Renato Sellani & Gianni Basso, PDU (duo con Gianni Basso)
- 1977,  Col D'Orcia Jazz: Concert For Brunello C.D.O. (Gianni Basso, Franco Cerri, Tony Scott ,  Julius Farmer, Giancarlo Pillot, Lilian Terry)
- 1978,  A nostro modo, Carosello (trio con Julis Farmer e Giancarlo Pillot)
- 1984,  Sweet Ale, Dire (trio con Sergi Fanni, Massimo Moriconi)
- 1990    Doppio passo, (duo con Massimo Moriconi)
- 1993,  The Studio Solo Album Chapter One: Italian Mood, Philology (piano solo)
- 1993,  The Studio Solo Album Chapter Two: American Mood, Philology (piano solo)
- 1994,  Speakin' Lowly, Philology (Lee Konitz / Renato Sellani duo)
- 1996,  Autoritratto, Splasc(h) (piano solo)
- 1997,  Tu musica divina', Splasc(h) (duo con Massimo Moriconi)
- 1997,  Blue Eyes, Philology (duo con Felice Reggio)
- 2001,  Per Lucio Battisti, Philology (trio con M Moriconi, M Manzi)
- 2001, Per Luigi Tenco, Philology (con Massimo Moriconi e Massimo Manzi)
- 2001,  Sossego, Philology  (Irio De Paula & Renato Sellani  duo
- 2001,  Per Umberto Bindi, Philology (con Enrico Rava, Gianni Basso, Umberto Bindi, Tiziana Ghiglioni)
- 2001,  Il Poeta, Abeat Records (con Max De Aloe, Massimo Moriconi, Stefano Bagnoli)
- 2001,  Pugni chiusi, Philology (con Lee Konitz, Massimo Moriconi, Stefano Bagnoli)
- 2001,  Isn’t It Romantic?, Philology(con Gianni Basso)
- 2001,  Per Bruno Martino, Philology (trio con Massimo Moriconi, Massimo Manzi)
- 2001,  Per Fred Bongusto, Philology (trio con Massimo Moriconi, Massimo Manzi)
- 2002,  Per Gino Paoli, (trio con Massimo Moriconi, Massimo Manzi)
- 2002,  Per Carlo Alberto Rossi, (trio con Massimo Moriconi, Massimo Manzi)
- 2002,  Just Friends,(quartet con G Petrella, Massimo Moriconi, Massimo Manzi)
- 2002,  Ciao Kramer, (quartet con F Bosso, Massimo Moriconi, Massimo Manzi)
- 2002,  Á La France 2, Philology (Gianni Basso & Renato Sellani duo)
- 2002,  There’s No Greater Love, Philology (quartet con Gianluca Petrella, Massimo Moriconi, Massimo Manzi)
- 2003,  Thank You, George Gershwin, Philology (Renato Sellani, Fabrizio Bosso duo)
- 2003,  Two For The Cities, Philology (Gianni Basso, Renato Sellani duo)
- 2003,  Standards
- 2003,  Galleria Del Corso,  Giotto Music (Gianni Coscia, Renato Sellani duo)
- 2005,  Canzoni stonate. Donaggio, Endrigo, Luttazzi & dintorni, Philology  (piano solo)
- 2005,  Plays Monk, Philology (piano solo)
- 2006,  A Sergio Endrigo_Nelle mie notti, Philology (piano solo)
- 2006,  Poesia Do Brasil, Philology (con Rosa Emilia)
- 2006,  Introducing, (con Luigi Grasso, Faustina Sokolov)
- 2006,  Just Smile, Philology (con Matteo Brancaleoni, Gianni Basso, Franco Cerri, Fabrizio Bosso, Stefano Bagnoli,  Massimo Moriconi)
- 2007,  A Love Affair, (con F. Bosso, B. Casini, P. Conte, T. Ghiglioni, G. Loglio, G. Paoli, E. Rava)
- 2007,  Il Mio Brasile, (con Irio De Paula, Barbara Casini, Rosa Emilia)
- 2007,  Il Concerto Perfetto, Philology (Fabrizio Bosso - Renato Sellani duo)
- 2007,  Il Vento Del Mare, (con Cesare Marchini, Luca Cosi)
- 2007,  My Foolish Heart, Renato Sellani Trio
- 2007,  O sole mio, Renato Sellani Trio
- 2007,  Io Modugno, con Tiziana Ghiglioni
- 2007,  La Mia Finestra Su Napoli, (con Tiziana Ghiglioni, Enrico Rava )
- 2007,  Blues For Chet, Philology (duo con Massimo Moriconi)
- 2007,  The Latin Album, (trio con M Moriconi, S Bagnoli)
- 2008,  Somebodys Cares, Renato Sellani Trio e Wilson Joe Lee
- 2008,  Body And Soul, Venus Records (Gianni Basso & Renato Sellani duo)
- 2008,  1000 Lire Al Mese, Renato Sellani Trio e F. Bosso
- 2008,  Lady Bird, Renato Sellani, Trio e Nicoletta Manzini
- 2008,  Grand Piano, Renato Sellani Trio
- 2008,  True Love_For Cole Porter,
- 2009,  Gershwin!, Renato Sellani Trio e Tiziana Ghiglioni, Enrico Rava
- 2009,  Lettera A Carosone, Renato Sellani Trio
- 2010,  Joy Spring , Renato Sellani Trio e Camilla Battaglia
- 2011,  Quando M’Innamoro. Sellani Plays Livraghi, Incipit Records (solo piano)
- 2014,  Glad There Is You, Ponderosa Music (solo piano)